# مرکز داده

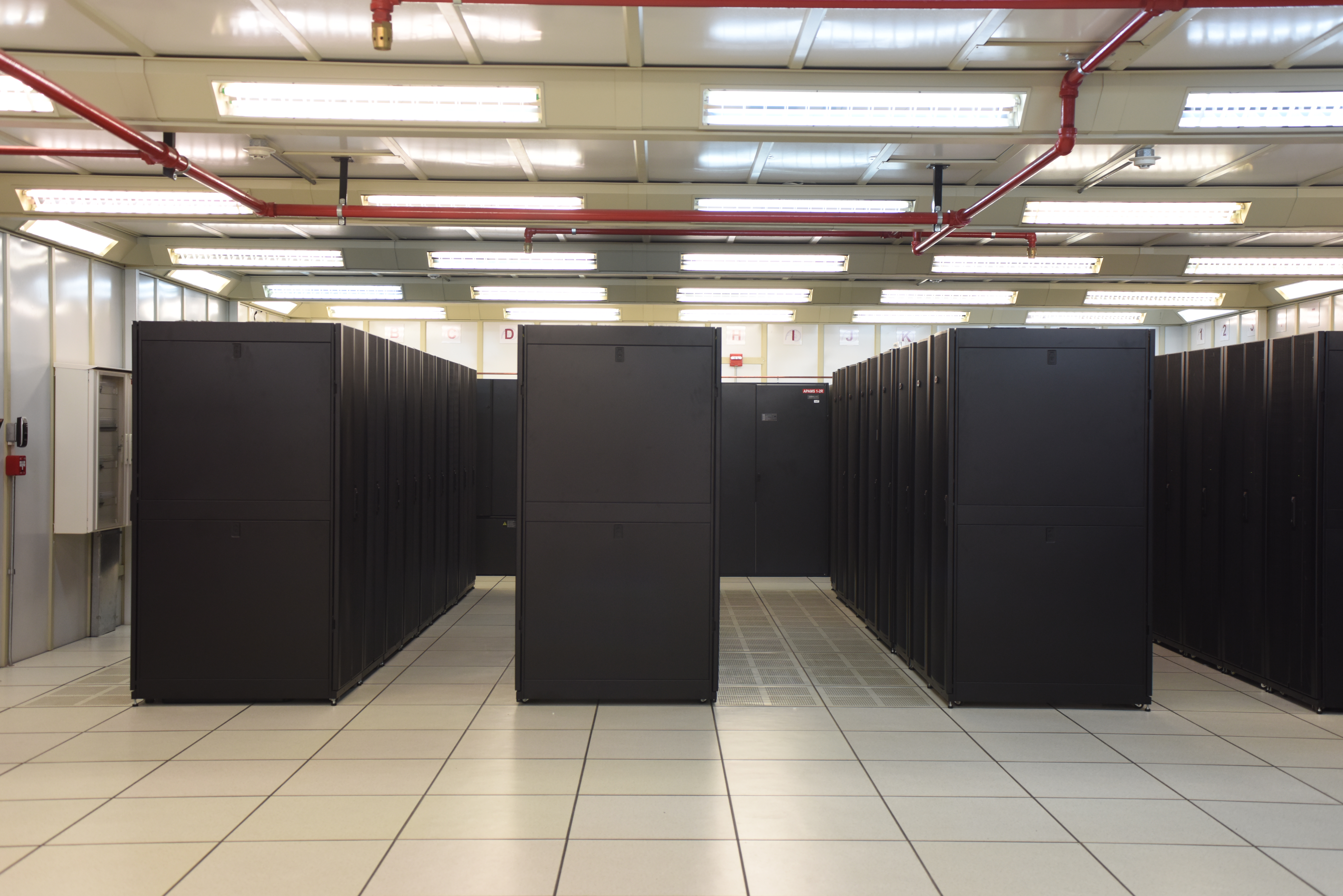
مرکز داده آرست

مرکز داده یا دیتاسنتر (به انگلیسی: Data Center)، به مجموعه‌ای از سرویس گرها، زیرساخت‌های ارتباطی/امنیتی و تجهیزات الکترونیکی گفته می‌شود که برای ارایه، نگهداری و پشتیبانی از سرویس‌های تحت شبکه (اینترنت/اینترانت/اکسترانت) بکار گماشته می‌شوند. سازمان‌ها، شرکت‌ها، و افراد می‌توانند با به‌کارگیری سرویس‌های ارائه شده از طرف مرکز داده وبگاه‌ها، اطلاعات و سرویس‌های مبتنی بر شبکه خود را بر روی اینترنت (اینترانت/اکسترانت) راه‌اندازی کنند. مرکز داده، بسته به نوع کاربردی که برای آن تعریف شده‌است، می‌تواند به عنوان یک مرکز پردازشی، مرکز ذخیره داده، مرکز جمع‌آوری داده یا تمامی این موارد عمل کند. مراکز داده بسیار عظیم و متنوعی در سرتاسر شبکه جهانی اینترنت در حال سرویس دهی هستند که برخی از این مراکز استفاده تجاری محدود درون سازمانی دارند و برخی دیگر در اینترنت به صورت تجاری یا عمومی قابل استفاده هستند.

## دسته‌بندی مرکز داده

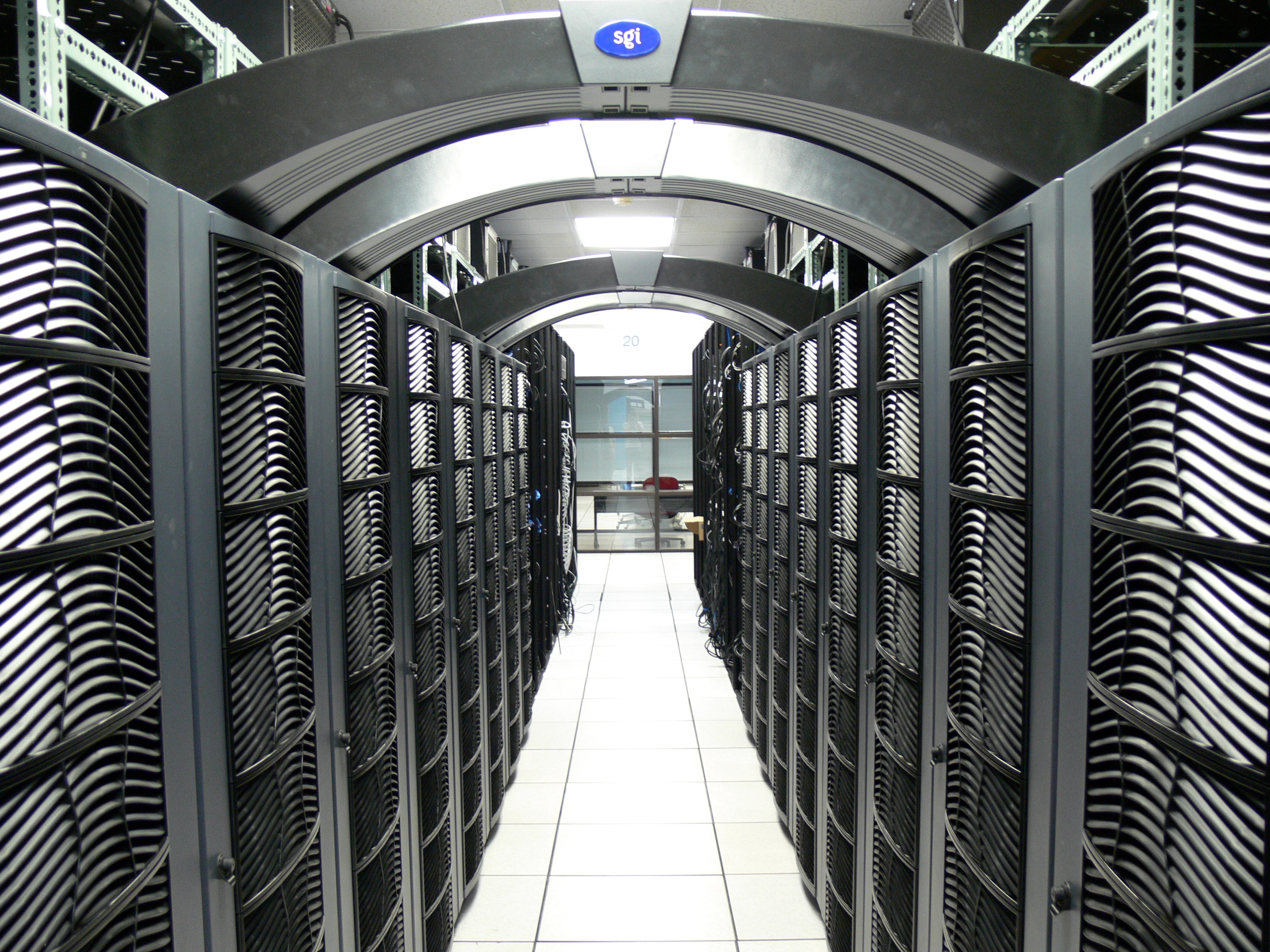
مرکز داده ویرجینیا تک

مراکز داده را با توجه به اندازه و کارکرد به دسته‌های زیر تقسیم می‌کنیم:
- شبکه‌های سازمانی، تجاری یا دانشگاهی
- شهرک یا پردیس مرکز داده
- شبکه‌های خصوصی WAN
- فراهم‌کننده‌های سرویس (SP)
- مراکز داده اینترنتی (IDC)
- مراکز داده فراسازمانی (Extranet)
- مراکز داده محلی (Intranet)

## ساختار مرکز داده

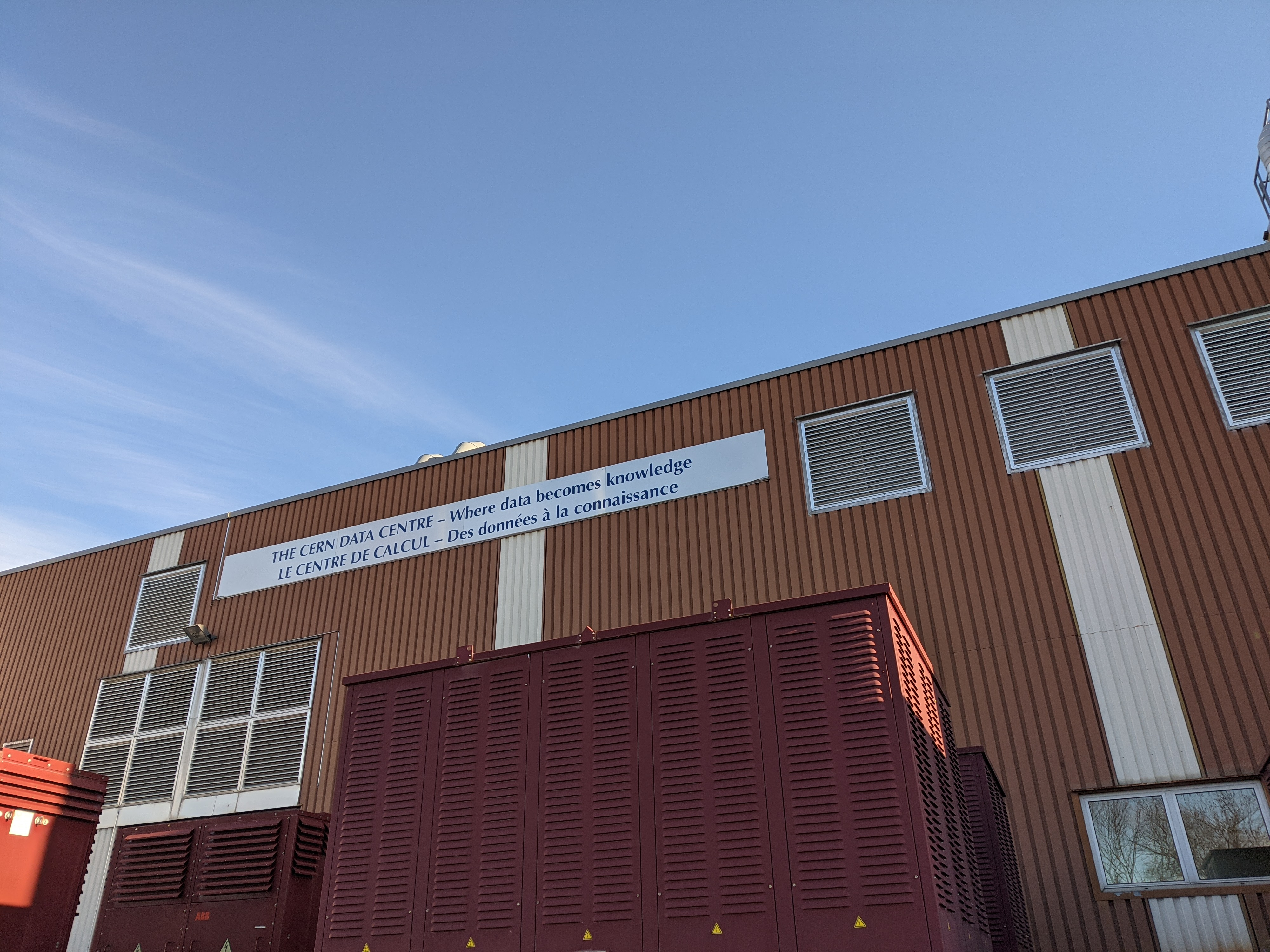
مرکز داده سرن، سازمان اروپایی پژوهش‌های هسته‌ای

مراکز داده، به صورت کلی می‌توانند شامل قسمت‌های زیر باشند. این قسمت‌ها، بسته به دسته‌بندی مرکز داده می‌تواند متغیر باشد:
1. سیستم شبکه
  1. تجهیزات شبکه مانند سوییچ‌ها، مسیریاب‌ها
  2. تجهیزات امنیتی مانند دیواره‌های آتش، IDSها و IPSها، ضدویروس‌ها و سایر سامانه‌های امنیت شبکه
  3. سیستم مدیریت و پایش شبکه
  4. سرویس گرها، شامل انواع سرورها و برنامه‌های مورد نیاز آن‌ها
  5. تجهیزات غیرفعال شبکه
    1. سیستم کابل کشی و مدیریت کابل‌ها
    2. چینش و آرایش محیط داخلی مرکز داده
2. سیستم‌های نرم‌افزاری
  1. سیستم‌های امنیت اطلاعات و حفظ امنیت نرم‌افزار
  2. سیستم‌های مدیریت سیستم‌های عامل، بانک‌های اطلاعاتی و برنامه‌های کاربردی
  3. سیستم‌های یکپارچه‌سازی اطلاعات
3. سیستم توزیع قدرت
  1. سیستم‌های توزیع قدرت
    1. سیستم کابل کشی و مدیریت کابل‌ها

  2. سیستم‌های کنترل قدرت
  3. سیستم‌های پشتیبان قدرت
  4. سیستم‌های پایش قدرت و نیرو
4. سیستم ذخیره‌سازی
  1. سیستم ذخیره‌سازی داده‌ها
  2. سیستم پشتیان‌گیری و نگهداری قابل اطمینان پشتیبان‌ها
  3. سیستم بازیابی اطلاعات
5. سیستم تهویه دقیق Precision AC [۴]
  1. سیستم خنک‌کننده InRow
  2. سیستم خنک‌کننده InRoom
  3. سیستم خنک‌کننده InRack
  4. سیستم‌های سرمایش آبی و DX
  5. راهرو سرد و گرم بسته Containment
6. سیستم فیزیکی
  1. سیستم‌های کنترل دسترسی فیزیکی
  2. سیستم‌های پایش فیزیکی و محیطی
  3. راه کارهای مقابله با تهدیدات فیزیکی و محیطی

## طراحی مرکز داده
با توجه به دسته‌بندی‌های مختلفی که برای یک مرکز داده وجود دارد، و قسمت‌های مختلفی که برای هر دسته قابل ارائه است، طراحی مراکز داده می‌بایست با رعایت موارد مطرح شده انجام بگیرد. از مهمترین استاندارد های مورد بحث در خصوص مرکز داده ها می توان به تی‌آی‌ای-۹۴۲ , مؤسسه استانداردهای ملی آمریکا , ISO/IEC TS 22237-1 اشاره کرد .

## طرح بندی پیاده‌سازی مرکز داده

مرکز داده 123Net

قسمتی از اقدام‌های لازم برای ایجاد یک مرکز داده را می‌توان به این ترتیب بیان نمود:
- طراحی اولیه platform و تهیه نقشه‌های فنی
- اخذ مجوزهای لازم
- نهایی نمودن طرح اولیه شامل:
  - سخت‌افزار (کامپیوترها، سرورها و دستگاه ذخیره‌سازی اطلاعات)
  - شبکه (تجهیزات شبکه و کابل‌کشی)
  - تجهیزات برق اضطراری (UPS، ژنراتور و …)
  - آماده‌سازی مستندات
  - برآورد هزینه
  - تأمین بودجه
- سفارش، خرید و حمل
- تأمین محل DC (بررسی مخابراتی، ساختمان مناسب، خرید ساختمان)
- تأمین Link اینترنت مورد نیاز و خطوط تلفن
- آماده‌سازی سایت شامل:
  - تهیه نقشه‌های لازم، Cabling، معماری، عملیات ساختمانی، کنترل و دسترسی، اطفاء حریق، تهویه برق اضطراری، UPS، ژنراتور، نصب شبکه برق و Data
- آماده‌سازی تیم اجرا و پشتیبانی (انتخاب، آموزش)
- مدیریت سازمانی (آماده‌سازی و تدوین چارت سازمانی، روشها، گردش عملیات)
- نصب و راه‌اندازی تجهیزات
- تست‌های اولیه و Stress Testing
- ایجاد Call Center

### ویژگی‌ها
مدل معماری باید بگونه‌ای باشد که در آن بتوان محیطی را فراهم آورد که به واسطه آن اعمال تغییرات دینامیکی که به صورت معمول مورد نیاز می‌باشد امکان‌پذیر گردد. معماری باید این قابلیت را به وجود آورد که در پایان استقرار سایت به شکلی در نظر گرفته شود که مجموعه از قابلیت توسعه و افزایش امکانات در هر یک از اجزا خود بدون بروز هیچگونه مشکلی در یکپارچگی کل مجموعه برخوردار باشد.
معیارهای مورد توجه عبارت هستند از:
- توسعه آسان
- ضریب اطمینان و دسترسی بالا
- راه‌حل‌های امنیتی
- افزونگی جهت کاهش اثر خرابی
- مدیریت آسان

## شهرک (پردیس) مرکز داده

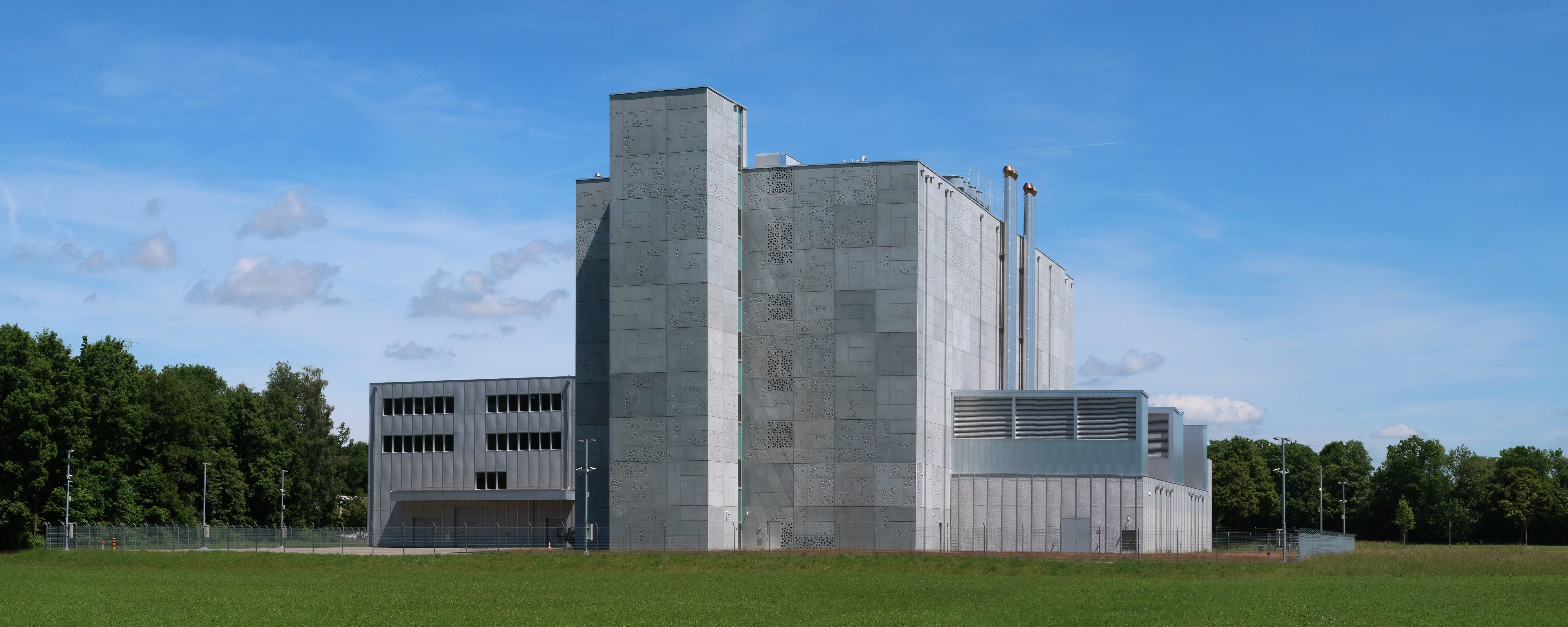
مرکز داده جدید در منطقه آموزش نظامی در Frauenfeld ایالات متحده. این ساختمان دارای زیربنای 4100 متر مربع است. این شهرک یا پردیس مرکز داده، یکی از سه مرکز داده‌ای است که عملیات اصلی خود را در ژانویه 2021 آغاز کرده است.

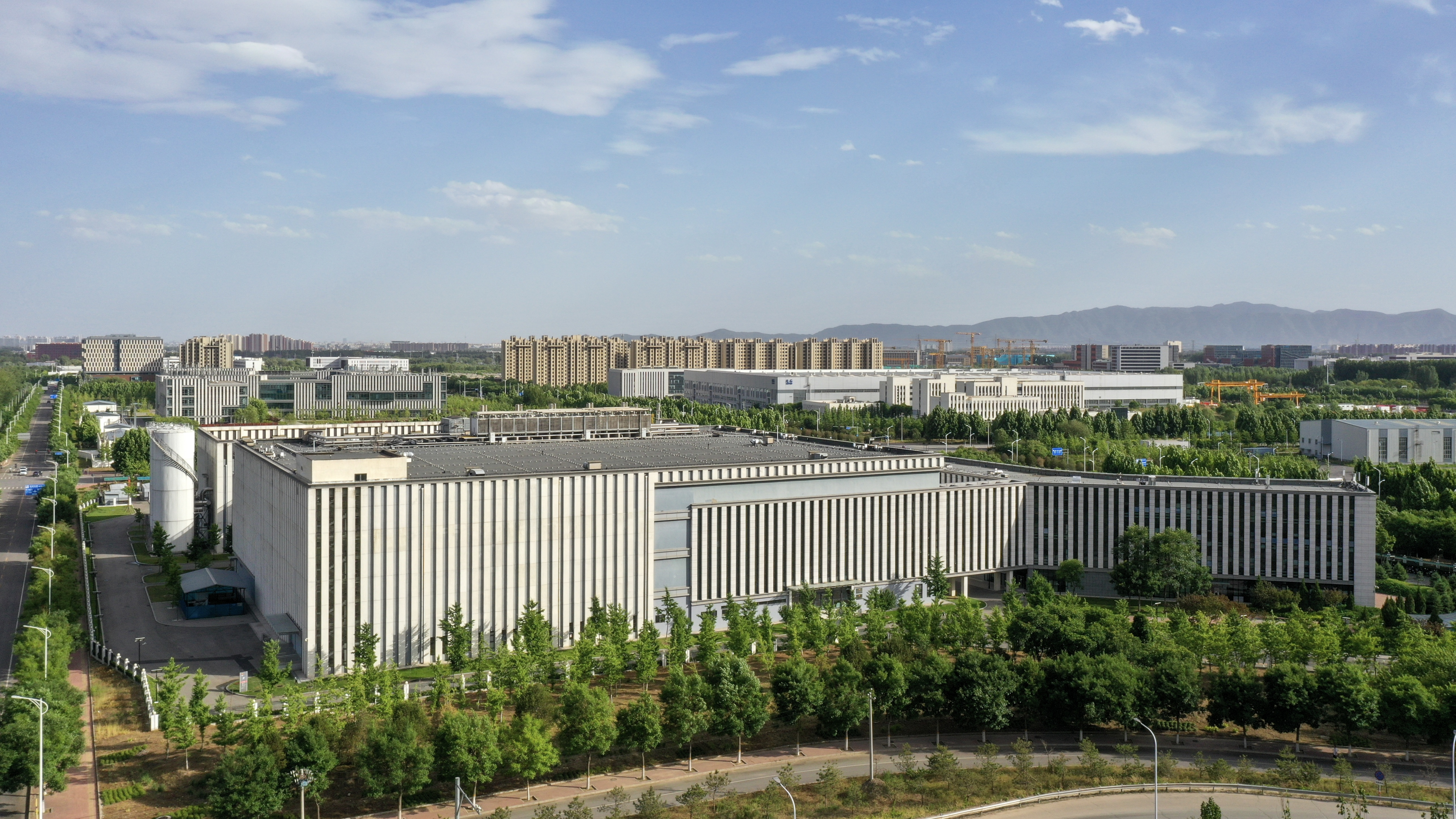
شهرک مرکز داده شرکت ملی نفت چین (CNPC)

پردیس مرکز داده (Data Center Campus) معمولاً به یک منطقه یا مجتمع بزرگ اطلاق می شود که چند مرکز داده همراه با زیرساخت‌های پشتیبانی مانند نیروگاه‌ها، تأسیسات خنک‌کننده، دفاتر اداری و گاهی اوقات امکانات رفاهی برای کارکنان را در خود جای داده است. مراکز داده محلی در مقایسه با شهرک‌های مرکز داده می‌توانند زیرساخت‌ها و خدمات قوی ارائه دهند، اما ممکن است سطح مقیاس، افزونگی یا گزینه‌های ارتباطی مشابه شهرک مرکز داده را نتوانند ارائه کنند.

### تفاوت پردیس یا شهرک مرکز داده با مراکز داده محلی

#### ابعاد
شهرک‌های مرکز داده معمولاً از نظر اندازه فیزیکی و ظرفیت در مقایسه با مراکز داده محلی بسیار بزرگ‌تر هستند. یک پردیس ممکن است شامل ساختمان‌هایی باشد که در منطقه‌ای وسیع پراکنده شده اند، در حالی که یک مرکز داده محلی شامل یک مرکز واحد است. برای مثال وسعت پردیس مرکز داده ورشو حدود ۵ هکتار است، یا وسعت مرکز داده در حال ساخت پاریس به بیش از ۳۵ هکتار می‌رسد.

#### افزونگی و انعطاف‌پذیری
شهرک‌های مرکز داده دارای سامانه‌های تکمیلی و زیرساخت‌های پشتیبان هستند که در سراسر پردیس توزیع شده‌اند تا سطح بالایی از در دسترس بودن و انعطاف‌پذیری را تضمین کنند. این افزونگی در قالب منبع تغذیه، سامانه‌های خنک‌کننده و خطوط ارتباطی خود را نشان می‌دهد که قابلیت اطمینان بالاتری برای مشتریان ایجاد می‌کند.

#### سفارشی‌سازی و تخصصی‌سازی
شهرک‌های مرکز داده ممکن است انواع پیکربندی (Configuration) و خدمات تخصصی را متناسب با نیازهای مشتریان یا صنایع مختلف ارائه دهند؛ خدماتی مانند زیرساخت‌های سفارشی‌شده، اقدامات امنیتی ویژه و سوئیت‌های اختصاصی می‌شوند.

#### مقیاس‌پذیری
شهرک‌های مرکز داده با توجه به اندازه و زیرساخت بزرگ‌تر، معمولاً مقیاس‌پذیری و انعطاف‌پذیری بیشتری را برای گسترش یا ارتقای خدمات در مقایسه با دیگر مراکز داده ارائه می‌دهند.

#### اکوسیستم و اتصال
پردیس‌های مرکز داده اغلب طیف متنوعی از درخواست‌کنندگان مانند بانک‌ها، شرکت‌های بورس و بیمه و همچنین ارائه‌دهندگان خدمات را به خود جذب می‌کنند تا اکوسیستمی را ایجاد کنند که شرکت‌ها بتوانند از طریق آن راحت‌تر به هم متصل شوند و با یکدیگر همکاری کنند. این قابلیت می‌تواند به بهبود عملکرد شبکه، تاخیر کمتر و ارائه خدمات بیشتر منجر شود.

#### پشتیبانی آسان‌تر و کم‌هزینه‌تر
با توجه به پیاده‌سازی مراکز داده در قالب شهرک، هزینه‌های نگهداری، تأمین انرژی و خدمات‌دهی در این مراکز برای مشتریان در مقایسه با مراکز داده محلی کاهش چشمگیری می‌یابد و از این رو است که تمایل به سرمایه‌گذاری در حوزه ساخت شهرک‌های مراکز داده در جهان و کسب‌وکارهای مرتبط با آن رو به افزایش است.

## بزرگ‌ترین شهرک‌های مرکز داده جهان
امروزه ده‌ها مرکز داده بزرگ در جهان در قالب شهرک‌ها یا پردیس‌های مرکز داده در حال کار است که عمده آنها در ایالات متحده قرار دارد. چهار نمونه از بزرگ‌ترین شهرک‌های مرکز داده در جهان به شرح زیر است:

#### مرکز اطلاعات بین المللی Range، چین
مرکز اطلاعات بین المللی Range که در لانگ فانگ چین واقع شده است، یکی از بزرگ‌ترین شهرک‌های مرکز داده در جهان است. این مرکز با مساحتی بیش از 58 هکتار، مرکز عظیمی است که برای گنجاندن حجم وسیعی از زیرساخت‌های داده طراحی شده است. کل ظرفیت ذخیره سازی داده آن به پتابایت (1 پتابایت = 1 میلیون گیگابایت) تخمین زده می‌شود و ارقام دقیق ذخیره‌سازی داده آن بطور رسمی اعلام نشده است.

#### شهرک Switch SuperNAP، ایالات متحده
شهرک مرکز داده Switch SuperNAP که در لاس وگاس، نوادا واقع شده است، با مساحت آن قریب به 33 هکتار از بزرگ‌ترین و پیشرفته‌ترین پردیس‌های مرکز داده در ایالات متحده است. ظرفیت دقیق ذخیره‌سازی داده‌ها در آن اعلام نشده است، اما کارکردش نگهداری حجم عظیمی از اطلاعات دیجیتال برای مشتریان مختلف است.

#### شهرک مرکز داده OVHcloud، فرانسه
شرکت OVHcloud چند شهرک مرکز داده بزرگ را در سراسر جهان اداره می‌کند که یکی از بزرگ‌ترین آنها با مساحت بیشتر از چهار و نیم هکتار در فرانسه واقع شده است. مجموع ظرفیت ذخیره‌سازی داده در تمام مراکز داده آن در محدوده چند پتابایتی است که برنامه‌ریزی برای توسعه بیشتر آن ادامه دارد.

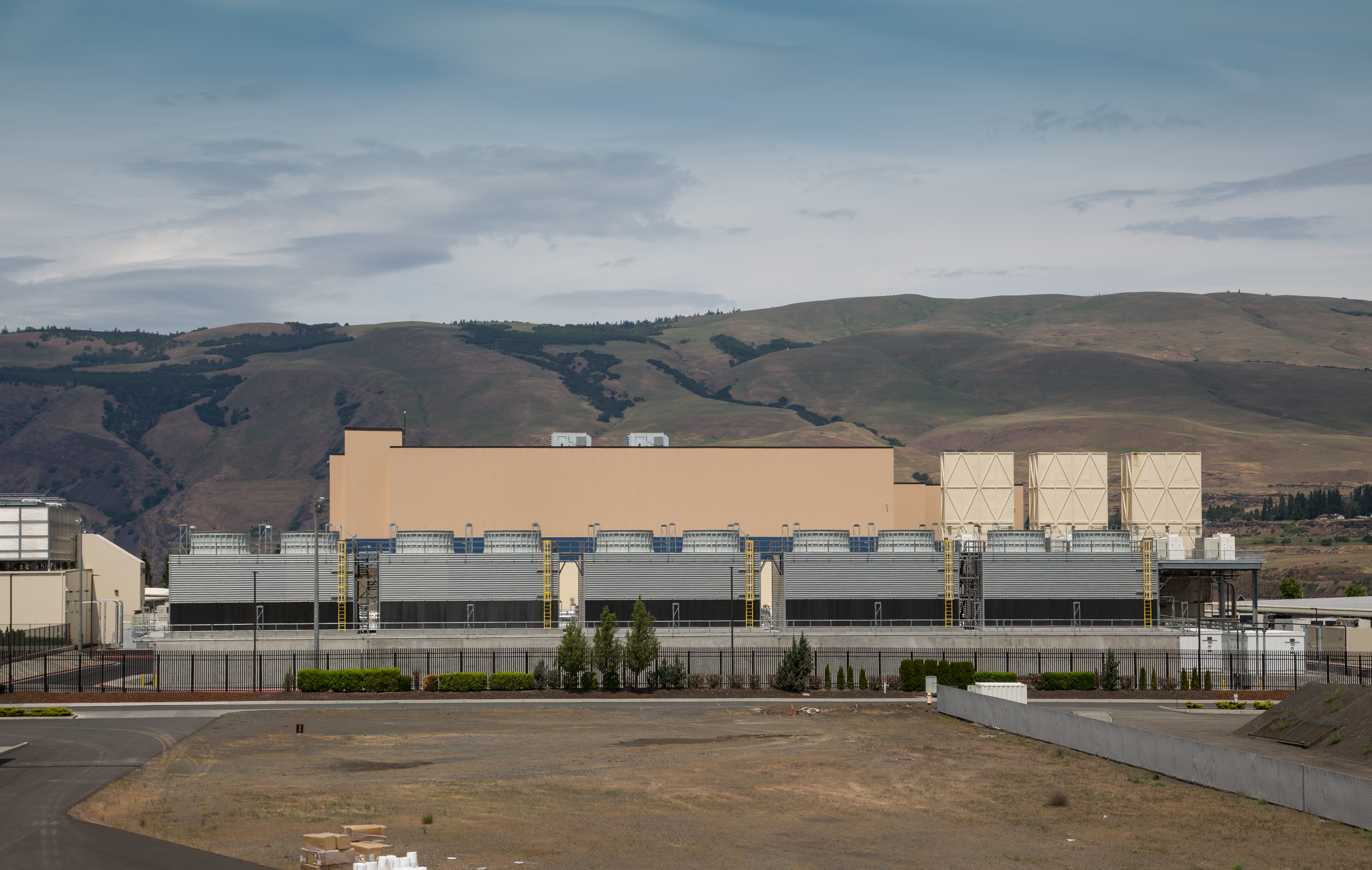
شهرک مرکز داده گوگل، دالاس

#### مرکز داده گوگل، دالاس، ایالات متحده
گوگل مراکز داده متعددی را در سرتاسر جهان اداره می‌کند که مرکز داده دالاس یکی از بزرگ‌ترین آنهاست. ابعاد دقیق آن  به صورت عمومی اعلام نشده است، اما تخمین زده می شود که چند هکتار وسعت داشته باشد. ظرفیت ذخیره‌سازی مراکز داده گوگل مجموعاً در سطح اگزابایت (۱ اگزابایت = ۱ میلیارد گیگابایت) است که شهرک مرکز داده مستقر در دالاس سهم قابل توجهی از آن دارد.

### برنامه‌ریزی برای ساخت نخستین شهرک مرکز داده ایران در شاهرود
در ۲۳ دی ۱۴۰۲، علی اصغر خانی، نماینده شاهرود و میامی در مجلس شورای اسلامی از امضای تفاهم‎نامه سه جانبه احداث بزرگترین شهرک مرکز داده کشور در پارک علم و فناوری استان سمنان خبر داد. در این تفاهم نامه که به امضای معاون امور اقتصادی استاندار سمنان، رئیس پارک علم و فناوری استان سمنان و مدیرعامل شرکت فناپ زیرساخت رسیده است، قرار است شهرک مرکز داده شاهرود در قالب یک پروژه پنج ساله با سرمایه‌گذاری بالغ بر ۷۰ میلیون دلار در زمینی به مساحت ۳۰ هزار مترمربع ساخته شود. این شهرک که بعنوان مرکز داده بسیاری از بانک‌ها، اپراتورها و سرورهای سازمان‌های حیاتی کشور و کسب‌وکارهای نوپا فعالیت خواهد کرد، تقریبا برای هزار نفر بطور مستقیم و بیش از سه هزار نفر بطور غیرمستقیم اشتغال ایجاد می‌کند.
بر پایه طرح اولیه، این شهرک شامل مراکز داده به ظرفیت‌های مختلف و همچنین مراکز داده کانتینری است که همگی ماژولار هستند و هر ماژول از ۲۴ تا ۱۲۸ رک متغیر است و در کل شامل ۱۵۰۰ رک در ۲۱ مجموعه مرکز داده که بر اساس استانداردهای روز مراکز داده و کلاس‌های ۳ یا ۴ استانداردی اجرا می‌شوند. این پروژه با ظرفیت ۱۴ مگاوات برق، بزرگ‌ترین شهرک مراکز داده کشور است، همچنین داخل شهرک نیروگاهی احداث می‌شود که این نیروگاه قابلیت تامین برق کل مجموعه تا ۷۲ ساعت را دارد که به‌صورت مجزا از برق منطقه‌ای است. همچنین با توجه به ظرفیت‌های اقلیمی شهر شاهرود استفاده از انرژی‌های پاک همچون سامانه انرژی‌های خورشیدی برای تامین برق این شهرک در دستور کار قرار دارد.

## الزامات امنیتی مرکز داده

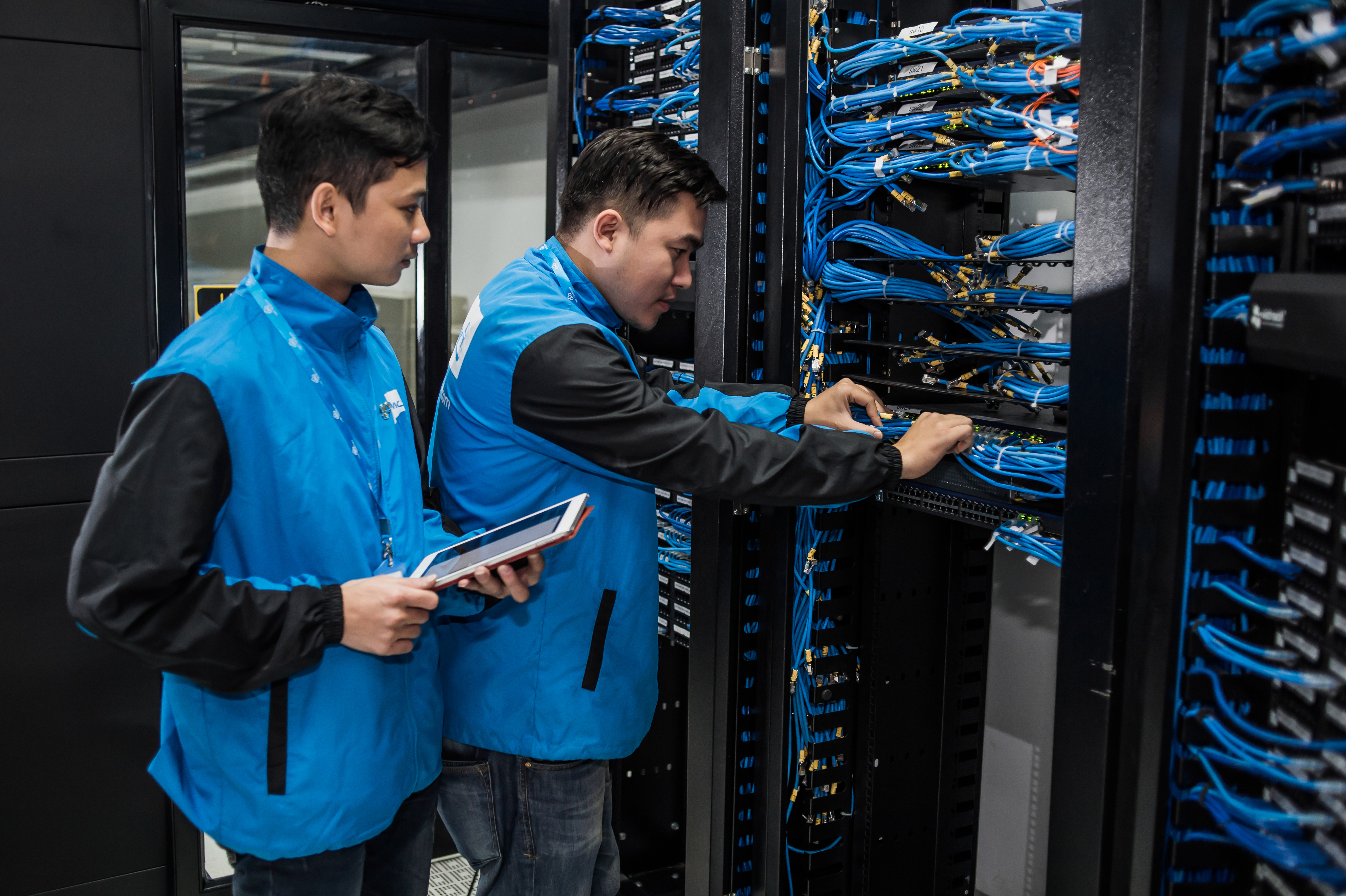
مرکز داده CMC Telecom

امنیت همواره در زندگی بشر فراتر از یک نیاز و به عنوان یک ضرورت اجتناب‌ناپذیر مطرح بوده و در روزگار کنونی که بخش قابل ملاحظه‌ای از زندگی انسان در فضای مجازی سپری می‌شود، تأمین امنیت فضای شبکه‌های اطلاعاتی اهمیتی فوق‌العاده دارد.
طراحی و پیاده‌سازی سیستم‌های امنیت اطلاعات در بسیاری از سازمان‌ها، بانک‌ها و مؤسسات اروپایی، آمریکایی و آسیایی، راهکارها و خدمات ذیل را ارائه می‌نماید:
اجرای آزمون‌های امنیت اطلاعات با به‌کارگیری مجموعه وسیعی از آخرین ابزارها، تکنیک‌ها و روش‌های شناخته شده و نیز بهره‌گیری از مجموعه‌ای از مجرب‌ترین متخصصین امنیتی، نقاط ضعف و آسیب‌پذیری شبکه، سرورها و برنامه‌های کاربردی سازمان را از طریق اجرای آزمون‌های زیر مشخص می‌نماید:
تست نفوذپذیری (Penetration Test) ارزیابی آسیب‌پذیری (Vulnerability Assessment) ارزیابی امنیتی نرم‌افزارهای وب (Web-Application Security Assessment) بازبینی امنیتی کد نرم‌افزار (Security Code Review) علاوه بر فهرست رتبه‌بندی شده نقاط ضعف که می‌تواند به اولویت بندی فعالیت‌ها و پروژه‌های امنیتی سازمان کمک کند، مجموعه‌ای از راهکارهای مناسب جهت کاهش آسیب‌پذیری‌های کشف شده نیز ارائه می‌شود.

## استانداردهای زیرساختی مراکز داده
مشهورترین استانداردی که تقریباً توسط تمام دیتاسنترهای دنیا تأیید و مورد استفاده قرار می‌گیرد، برای اولین بار در سال ۲۰۰۵ میلادی توسط انجمن بین‌المللی صنعت ارتباطات (Telecommunications Industry Association به اختصار TIA) تدوین و به تصویب جامعه جهانی رسید. در این استاندارد که TIA-942 نام دارد، ضمن تعریف ابعاد فنی و زیرساختی یک مرکز داده استاندارد، چهار سطح (TIER) برای طبقه‌بندی مراکز داده بر حسب کیفیت مرکز ارایه شده تعریف شده‌است.

## کاربری‌های مراکز داده
مراکز داده، قادر به ارائه نقش‌های زیر هستند:
- یک پایگاه برای ارائه سرویس میزبانی وب (Web Hosting) شامل موارد رایج مانند وب سرور، پایگاه‌های داده، FTP, Email, DNS و …
- یک پایگاه برای ارائه سرویس‌های پست الکترونیک
- پایگاه‌های اختصاص اشتراک مکانی و اختصاصی (Colocation and Dedicated Servers)
- پایگاه‌های برای ارائه سرویس برنامه‌های کاربردی (ERP, CRM...)
- پایگاه‌های برای ارائه سرویس‌های بازی در شبکه

## مراکز داده مطرح ایران
در ایران، با گسترش نیاز به خدمات زیرساختی فناوری اطلاعات، دیتاسنترهای متعددی راه‌اندازی شده‌اند که مهم‌ترین آن‌ها عبارتند از: دیتاسنتر برج میلاد با موقعیت مرکزی و تجهیزات مدرن در تهران، دیتاسنتر تبیان با زیرساخت پیشرفته ابری، پارس‌آنلاین با قدمت بالا و امنیت چندلایه، آسیاتک واقع در پارک فناوری پردیس با خدمات متنوع ابری، افرانت با امنیت بالا و پشتیبانی شبانه‌روزی، مبین‌نت با پهنای باند پایدار و خدمات کلود، شاتل با زیرساخت قوی جهت میزبانی داده‌ها، فناپ با تمرکز بر سرویس‌های سازمانی حرفه‌ای، داده‌بان به دلیل پایداری و امنیت خدمات، و های‌وب با ارائه زیرساخت ابری و امنیت پیشرفته. هر یک از این مراکز داده با emphasis بر امنیت، مقیاس‌پذیری و خدمات حرفه‌ای، نقش کلیدی در توسعه و پایداری ارتباطات و سرویس‌های فناورانه کشور ایفا می‌کنند و به مجموعه‌ای از سازمان‌ها، کسب‌وکارها و کاربران ایرانی امکان بهره‌مندی از خدمات نوین و امن را فراهم می‌سازند.

## نقش مراکز داده در بهبود عملکرد کسب‌وکارها
مراکز داده قابلیت‌هایی ارائه می‌کنند که موجب ارتقای عملکرد کسب‌وکارها می‌شود. شرکت‌ها با استفاده از مرکز داده، می‌توانند به توان محاسباتی و راهکار‌های ذخیره‌سازی مورد نیاز برای تحقق کارایی بیشینه، صرفه‌جویی در هزینه‌ها و اطمینان از عملکرد مناسب دست یابند.

#### بهره‌وری بیشتر
مرکز داده نسبت به راهکارهایی مثل سرویس‌های ابری، رویکرد بسیار کارامدتری برای ذخیره‌سازی و مدیریت داده است. مراکز داده می‌توانند حجم بالای داده‌ها را ذخیره کنند و توان محاسباتی را در سطح بالایی ارائه کنند. به این ترتیب فرایندهای کسب‌وکاری می‌تواند سریع‌تر و کارامدتر پیش برود و در هزینه‌ها صرفه‌جویی قابل توجهی شود.

#### کاهش هزینه‌ها
راه‌اندازی مرکز داده نسبت به سرویس‌های ابری معمولاً مقرون بصرفه‌تر است. این مراکز پهنای باند و قابلیت‌های ذخیره‌سازی نامحدودی ارائه می‌دهند که موجب کاهش هزینه‌های اجرای عملیات می‌شود.

#### سطح بالای امنیت مرکز داده
امنیت بالای داده‌ها در مرکز داده مزیت مهمی برای کسب‌وکارهاست. مرکز داده با استفاده از فایروال‌ها، آنتی‌ویروس‌ها و با بهره‌گیری از رمزگذاری داده‌ها، موجب بالا رفتن ایمنی داده‌ها در برابر اقدامات مخرب یا هر نوع رویدادی می‌شود که می‌تواند به از دست رفتن داده‌ها منجر شود.

#### قابلیت اطمینان
مرکز داده به سامانه‌های خنک‌کننده و نیروی اضافی مجهز است تا اطمینان از فعال ماندن زیرساخت‌های محاسباتی در هر شرایط ممکن باشد. مراکز داده مقیاس‌پذیری بالایی دارند تا کسب‌وکارها بتوانند زیرساخت‌های محاسباتی بیشتری داشته باشند.

#### انعطاف‌پذیری
شرکت‌ها با استفاده از رایانش ابری و فناوری‌های مجازی‌سازی، قادرند در اسرع وقت زیرساخت فناوری اطلاعات خود را برای پاسخگویی به نوسان‌های بازار یا نیازهای مشتریان تنظیم کنند. این قابلیت کمک می‌کند تا کسب‌وکارها چابک و رقابت‌پذیر باشند و عملکرد خود را بهبود دهند.